# Урал-377

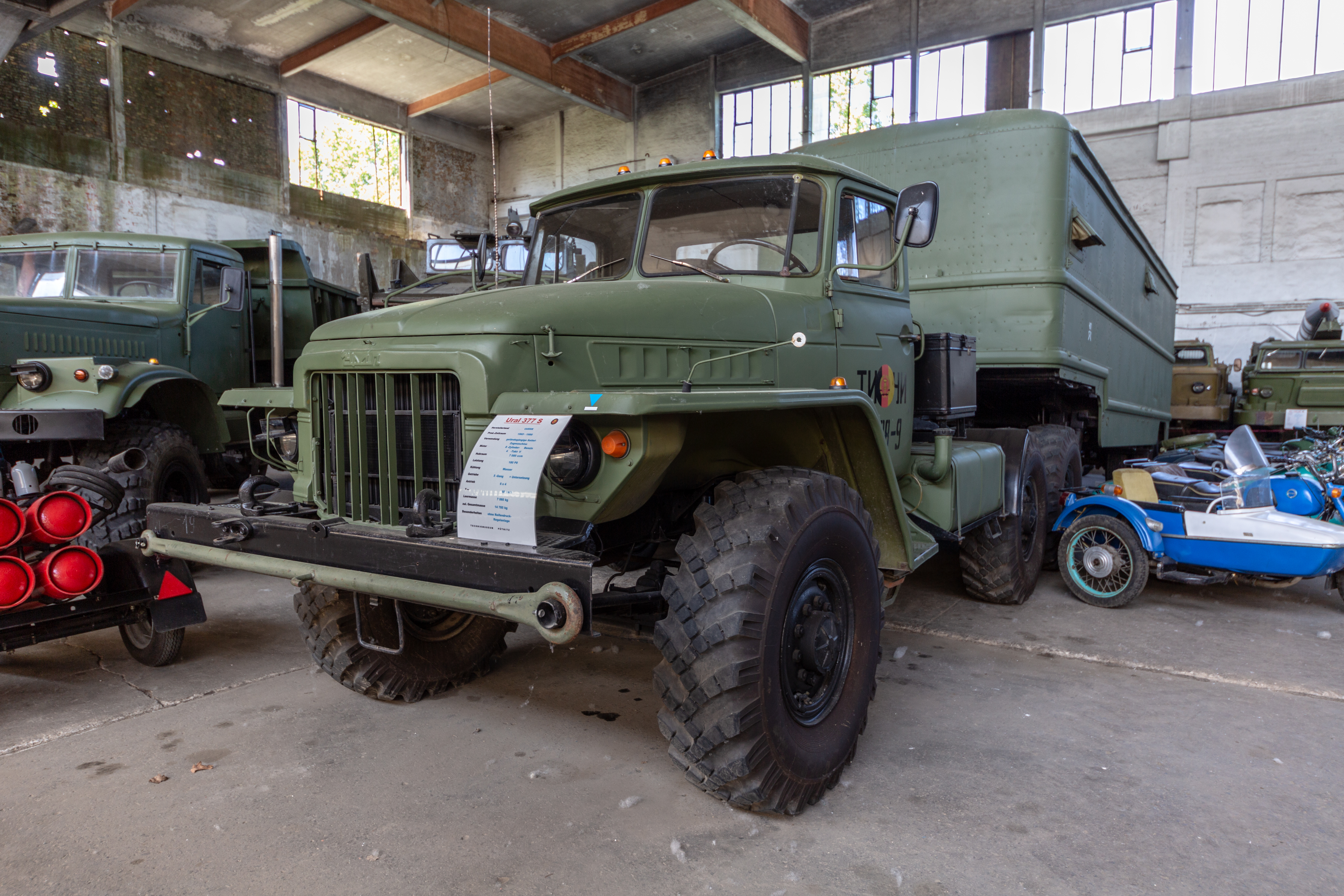
Урал-377С

Урал-377 — тривісний вантажний автомобіль, що вироблявся на Уральському автомобільному заводі в Міасі з початку 1960-х років XX століття.
Створено на основі Урал-375. Основні відмінності від попередника - відсутність приводу на передню вісь, відсутність системи централізованого регулювання тиску в шинах, суцільнометалева кабіна і неекранована електрообладнання.
Кабіна згодом була використана на автомобілі Урал-375Д.